# Brigade al-Hizam
Pour les articles homonymes, voir Hizam.

Carte de la situation actuelle de la guerre civile du Yémen.
Territoire contrôlé par les loyalistes.
Territoire contrôlé par les Houthis.
Territoire contrôlé par les djihadistes d'AQPA et de l'EI au Yémen.
Territoire contrôlé par le Conseil de transition du Sud.

La Brigade al-Hizam (arabe : قوات الحزام الأمني) est un groupe armé séparatiste actif lors de la guerre civile yéménite.

## Historique
Le groupe est dirigé par le salafiste Hani ben Brik. 
Le groupe a participé à la bataille d'Aden de 2018, ce qui lui a permis de prendre le contrôle de la ville.